# پیتر جی. دنینگ
پیتر جی. دنینگ (انگلیسی: Peter J. Denning؛ زادهٔ ۶ ژانویهٔ ۱۹۴۲) پژوهش‌گر، نویسنده، دانشمند رایانه و مدرس دانشگاه اهل ایالات متحده آمریکا است، که هم‌اکنون بعنوان استاد دانشگاه پرینستون، دانشگاه پردو، مرکز تحقیقات ایمز، دانشگاه جرج میسون و مدرسه عالی نیروی دریایی فعالیت می‌کند. دنینگ از پیشگامان اینترنت بشمار می‌آید. وی بعلت پژوهش‌های گسترده و نظریاتش در حوزه‌های حافظه مجازی، مجموعه کاری، کوبیدگی و سیستم‌های عامل، شناخته می‌شود.